# Wildenstein (Adelsgeschlecht, Frankenwald)

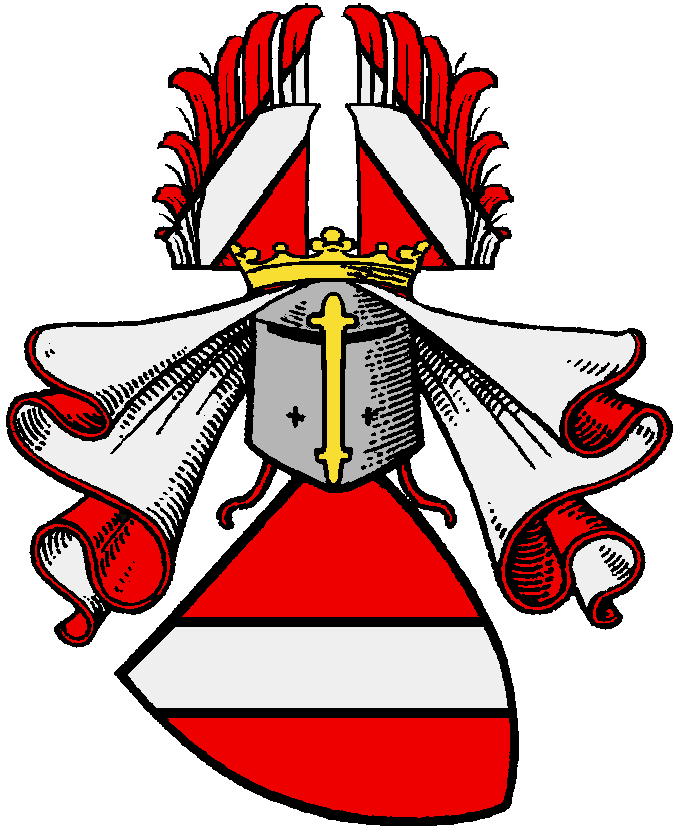
Wappen derer von Wildenstein und der stammes- und wappenverwandten Geschlechter von Berg, von Epprechtstein, von der Grün, von Münchberg, von Radeck, von Reitzenstein, von Sparnberg, Sack, von Stein, von Thoßfell und von Töpen

Die Familie von Wildenstein ist ein uradeliges fränkisches Adelsgeschlecht im Bereich des Frankenwaldes.

## Geschichte
Die fränkische Familie von Wildenstein ist nach dem heutigen Gemeindeteil Wildenstein des Marktes Presseck im oberfränkischen Landkreis Kulmbach benannt. Die Herrschaft Wildenstein umfasste neben Burg Wildenstein auch Presseck und Grafengehaig.
Wie die Familien von Berg, von Epprechtstein, von der Grün, von Münchberg, von Radeck, von Reitzenstein, von Sparnberg, von Stein, von Thoßfell und von Töpen gelten die von Wildenstein als eine Linie des bereits 1091 erwähnten Ministerialengeschlechts Sack. All diese Familien sind daher stammes- und wappenverwandt. Die von Wildenstein sind unter anderem auch mit dem Geschlecht derer von Sparneck und Lüchau verwandt.

## Wappen
Das Wappen zeigt einen silbernen Schrägbalken auf rotem Grund. Die Helmzier besteht aus einem offenen Flug, in dem sich der Schrägbalken wiederholt. Das Wappen der ehemaligen Gemeinde Marlesreuth erinnert an die Familie.

Historische Wappenbilder
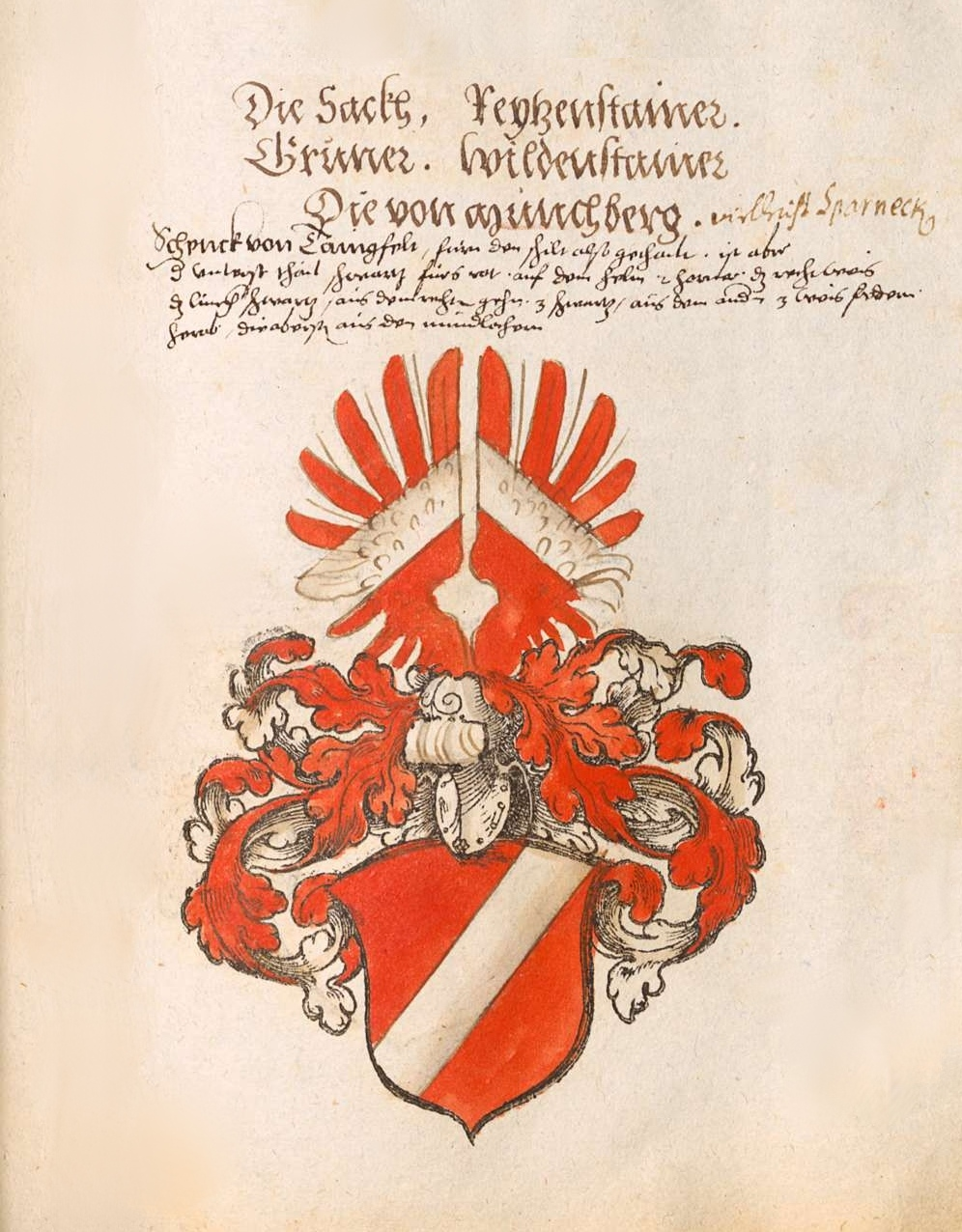
Darstellung im Wappenbuch des Heiligen Römischen Reiches von Stephan Brechtel (Mitte 16. Jh.)
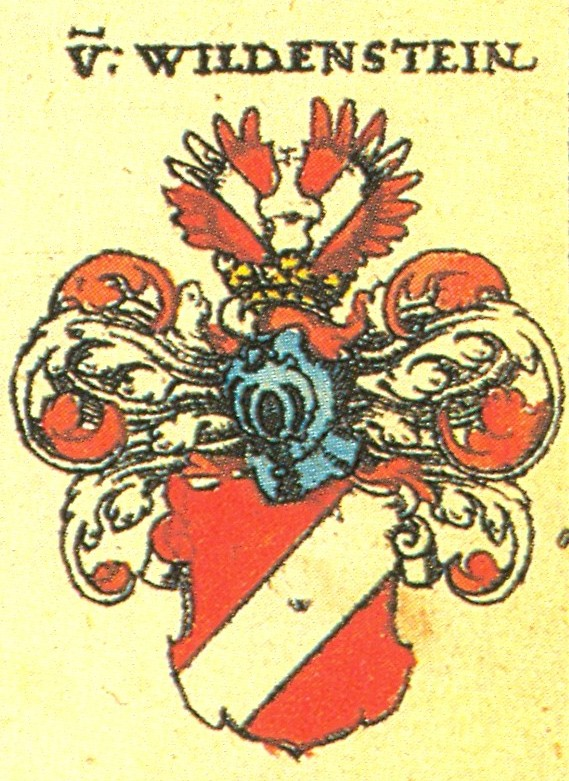
Darstellung in Siebmachers Wappenbuch (1605)
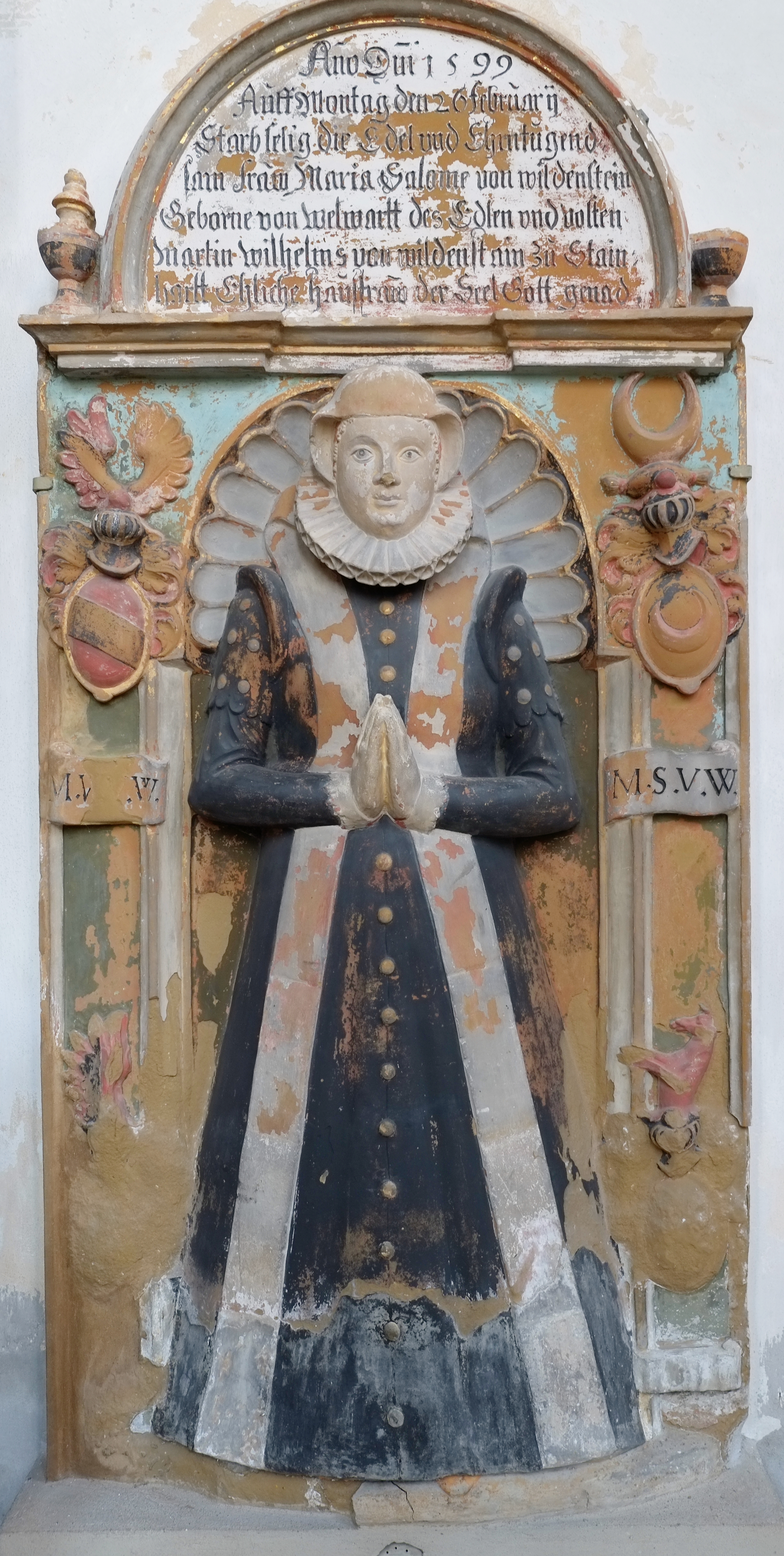
Epitaph für Maria von Wildenstein, geborene von Woellwarth; ihr Geburtswappen ähnelt dem der Familie von Wild